# Durham County, North Carolina
Durham County är ett administrativt område i delstaten North Carolina, USA, med 267 587 invånare. Den administrativa huvudorten (county seat) är Durham. 

## Geografi
Enligt United States Census Bureau har countyt en total area på 772 km². 754 km² av den arean är land och 18 km² är vatten.  

### Angränsande countyn
- Person County - nord
- Granville County - nordost
- Wake County - sydost
- Chatham County - syd-sydväst
- Orange County - väst